# Fradique de Menezes
Fradique de Menezes (ur. 21 marca 1942 w São Tomé) – polityk i prezydent Wysp Świętego Tomasza i Książęcej w latach 2001-2011, z krótką przerwą w 2003, kiedy na kilka dni został odsunięty od władzy w wyniku zamachu stanu. Od 1986 do 1987 pełnił funkcję ministra spraw zagranicznych.